# Benzinmotor
Unter Benzinmotor wird ein Verbrennungsmotor verstanden, der mit Motorenbenzin betrieben wird; umgangssprachlich ist damit der Ottomotor gemeint. Mit Benzin werden u. a. auch der Wankelmotor und Flugmotoren betrieben; Vielstoffmotoren wie der Glühkopfmotor und einige Dieselmotoren können sowohl mit Dieselkraftstoff als auch mit Benzin betrieben werden: Rudolf Diesels erster funktionsfähiger Dieselmotor war für den Betrieb mit Motorenbenzin und Leichtbenzin geeignet, Dieselmotoren mit MAN-M-Verfahren sind für Benzin mit bis zu 86 Oktan geeignet. Bei manchen nicht für den Betrieb mit Benzin konzipierten Dieselmotoren (z. B. BMW M21) ist im Notfall ein Gemisch aus Benzin und Gasöl zulässig.